# Marcelino Crisologo
Artykuł ten został zgłoszony do umieszczenia na stronie głównej w rubryce „Czy wiesz”.
Pomóż nam go sprawdzić: oceń zgłoszoną nominację.
Marcelino Crisologo (ur. 11 listopada 1844, zm. 5 lipca 1927) – filipiński polityk i pisarz.

## Życiorys
Urodził się 11 listopada 1844 w Vigan w prowincji Ilocos Sur, jako syn Januaria Crisologo oraz Eusebii Pecson. Studiował prawo na manilskim Uniwersytecie Świętego Tomasza. Pracował w zawodzie, prowadził prywatną praktykę w rodzinnym mieście. Był także zatrudniony jako notariusz w kurii biskupiej Nowej Segowii. Na tym stanowisku starał się bronić rodzimego filipińskiego duchowieństwa przed atakami przybyłych z Hiszpanii zakonników. W 1872 założył miasto Salcedo w prowincji Ilocos Sur.
Uczestnik rewolucji filipińskiej z 1896. Wybrano go w skład Kongresu z Malolos. Był też jednym z sygnatariuszy konstytucji pierwszej republiki. Po zajęciu Filipin przez Amerykanów oraz ustanowieniu administracji cywilnej na archipelagu został mianowany przez zdobywców gubernatorem rodzinnej prowincji (1901). W 1904 wszedł w skład delegacji filipińskiej na wystawę światową w Saint Louis. Po odejściu z polityki poświęcił się aktywności kulturalnej. Istotny przedstawiciel literatury tworzonej w języku iloko, wprowadził do niej odpowiednik tagalskiego pojedynku poetyckiego, tak zwanego balagtasanu. Mecenas oraz twórca orkiestr i zespołów muzycznych. Sztuki teatralne oraz zarzuele jego autorstwa na stale wpisały się w kulturę regionu, również współcześnie wystawia się je podczas obchodów tradycyjnych świąt w prowincji Ilocos Sur. Wśród istotnych utworów Crisologo wymienia się Don Calixtofano de la Kota: Caballero de la Luna, sztukę stanowiącą twórczą adaptację przygód Don Kichota, Maysa a Candidato, opowiadającą o desperackich staraniach kandydatów w lokalnych wyborach o zaskarbienie sobie przychylności wyborców czy wreszcie, uznawaną za najsłynniejszą w dorobku pisarza  Natakneng a Panagsalisal. Opowiada ona o dżentelmeńskich zalotach dwóch oficerów armii filipińskiej oraz ich staraniach o rękę pięknej kobiety z prowincji La Union.
Zmarł 5 lipca 1927 w Vigan. Imię Marcelino Crisologo nosi jedna z ulic w jego rodzinnym mieście. Jego relatywnie krótka kariera polityczna położyła podwaliny pod aktywność publiczną całego klanu Crisologo. Poślubił Felipę Fiorentino, doczekał się z nią pięciorga dzieci. Był krewnym oraz opiekunem polityka, dziennikarza oraz związkowca Isabelo de los Reyesa.